# كمال أختر
كمال أختر (بالإنجليزية: Kamal Akhtar)‏ هو سياسي هندي، ولد في 24 ديسمبر 1971 في الهند. حزبياً، نشط في سماجوادي.